# Шервашидзе, Никита
Никита Георгиевич Шервашидзе (1941 — 2008, София, Болгария) — болгарский политик. Дважды занимал должность министра энергетики Болгарии в 1990 году. Бывший директор «Энергопроекта».
Из-за своего происхождения (род Чачба/Шервашидзе был правящей династией в Абхазии до вхождения в состав Российской империи), Никита представлял абхазские интересы в Болгарии на закате своей жизни. Он был женат на Лиляне Милевой, потомке болгарских греков. У них родился сын Андрей.
Принимал участие в работе Всеабхазского аристократического конгресса в 2002-м году в Сочи.
С. М. Шамба в своем письме говорит о Никите так:

Никита Георгиевич Чачба-Шервашидзе был истинным патриотом Абхазии и делал все для защиты её интересов за рубежом. Долгое время он продолжал поддерживать нашу родину и всем сердцем переживал за её судьбу
Спикер парламента Абхазии Нугзар Ашуба от имени всех депутатов выразил соболезнование родным и близким Никиты Чачба-Шервашидзе в связи с его смертью:

Никита Георгиевич являлся видным представителем абхазской диаспоры, ставшим известным общественным и политическим деятелем республики Болгария. Его яркий организаторский талант, личные и гражданские качества, проявились в кропотливой работе в качестве Полномочного представителя республики Абхазия в Болгарии. Он был проводником самых лучших традиций абхазской культуры у себя на Родине и далеко за её пределами

Никита Георгиевич Шервашидзе — один из идеологов массовой репатриации абхазов.